# На расстоянии световых лет
«На расстоянии световых лет» (фр. Les années lumière) — кинофильм режиссёра Алена Таннера, вышедший на экраны в 1981 году. Экранизация романа Даниэля Одье. Лента получила Гран-при жюри Каннского кинофестиваля, а также принимала участие в конкурсной программе Чикагского кинофестиваля.

## Сюжет
Действие происходит в 2000 году. 25-летний Йонас, работающий барменом, чрезвычайно устал от бессмысленности и однообразия своего существования. Однажды на пороге его квартиры появляется загадочный пожилой мужчина, который оставляет книгу со своим адресом. Йонас решает, что это шанс начать новую жизнь, отправляется в путь и выясняет, что Йошка Полякофф (так зовут старика) обитает далеко в глуши, на заброшенной бензоколонке. Поначалу Йошка не доверяет молодому человеку и не подпускает того к сараю, где хранит свои тайны. Однако благодаря своей настойчивости Йонас, готовый выполнять любые задания хозяина, становится тому близким другом...

## В ролях
- Тревор Ховард — Йошка Полякофф
- Мик Форд — Йонас
- Бернис Стеджерс — Бетти
- Анри Вирложё — адвокат
- Одиль Шмитт — танцовщица
- Джо Пилкингтон — Томас
- Луи Самье — водитель грузовика
- Джонни Мёрфи — мужчина в баре
- Джерард Мэнникс Флинн — пьяный парень
- Дон Фоули — владелец кафе
- Джерри О'Брайен — владелец бара
- Винсент Смит — полицейский
- Габриэль Кинан — девушка на деревенских танцах